# 27985 Remanzacco
27985 Remanzacco è un asteroide della fascia principale. Scoperto nel 1997, presenta un'orbita caratterizzata da un semiasse maggiore pari a 2,881640 UA e da un'eccentricità di 0,028494, inclinata di 3,119573° rispetto all'eclittica. Ha un diametro di 5,510 km.
L'asteroide è dedicato all'omonima località italiana.